# Malcom (football)
Pour les articles homonymes, voir Malcom.
Malcom (footballeur)
Malcom Filipe Silva de Oliveira, dit Malcom, né le 26 février 1997 à São Paulo au Brésil, est un footballeur international brésilien qui évolue au poste d'ailier au Al-Hilal FC.

## Biographie

### Carrière en club

#### SC Corinthians (2014-2016)
Malcom commence sa carrière avec les jeunes du SC Corinthians. C'est alors qu'en 2014, l'entraîneur Mano Menezes fait appel à lui dans l'équipe une.
Avec le Brésil U20, il participe au championnat sud-américain des moins de 20 ans en 2015. Lors du tournoi, il inscrit un but lors de six rencontres, contre le Pérou. Malcom et son équipe y décrochent la quatrième place. La même année, il décolle pour la Nouvelle-Zélande pour participer à la Coupe du monde des moins de 20 ans. Lors de la compétition, il joue cinq matchs. Le Brésil atteint la finale de la compétition, s'inclinant face à la Serbie.
Lors de la saison 2015, Malcom est titulaire régulièrement aux côtés de Vagner Love dans l'attaque des Corinthians, et l'équipe finit champion du Brésil.

#### Girondins de Bordeaux (2016-2018)

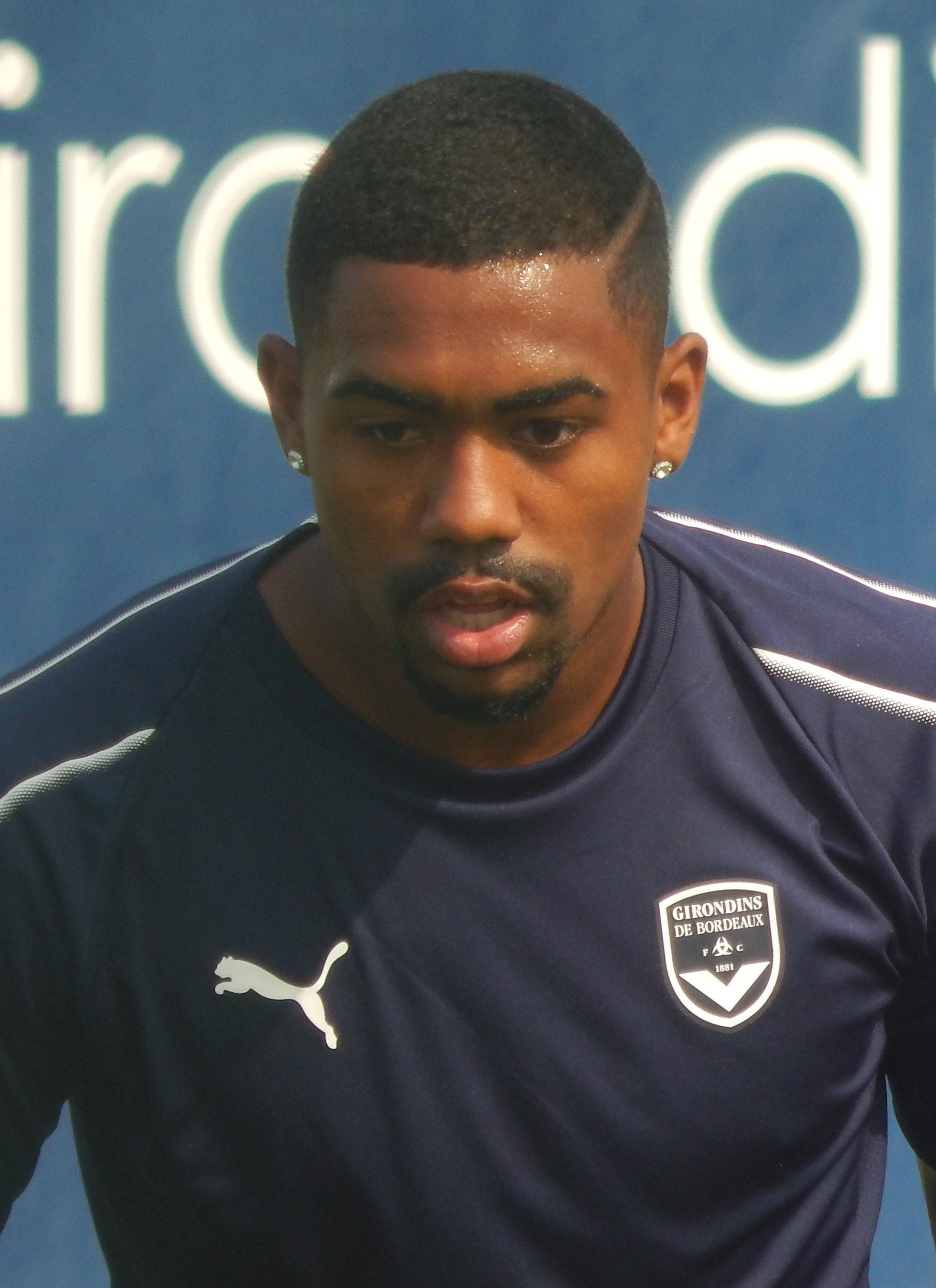
Malcom avec les Girondins de Bordeaux en 2018.

Le 31 janvier 2016, le jeune Brésilien de 18 ans change de continent et signe au Football Club des Girondins de Bordeaux lors du dernier jour du mercato hivernal, pour une somme avoisinant les 5 millions d'euros. Convaincu par son talent, Willy Sagnol a pu également compter sur l'avis de son ex-coéquipier, Zé Roberto qui a été impressionné par le joueur des Corinthians. Il fait ses débuts face à Saint-Étienne, le 7 février 2016, où il fait bonne impression en touchant la barre transversale. Bordeaux a connu une saison 2015-2016 compliquée, ce qui a permis à Malcom de s'acclimater en douceur en jouant 13 matchs (2 buts).
Lors de la saison 2016-2017, Malcom franchit un palier. Utilisé sur l'aile droite ou en soutien de l'attaquant, il constitue davantage un perforateur de défenses qu'un buteur ou un passeur. Il devient titulaire indiscutable à seulement 19 ans, en participant à 45 rencontres sur 46, et en étant décisif 16 fois (9 buts, 7 passes). Bordeaux termine sixième et se qualifie pour la Ligue Europa.
L'ex-joueur des Corinthians commence la saison 2017-2018 sous un nouveau rôle, celui de leader technique. Après l'élimination précoce en Ligue Europa, le jeune Brésilien se pose des questions sur son avenir. Il décide finalement de rester après un échange avec Jocelyn Gourvennec. Cela n'impacte pas son début de saison en étant décisif six fois lors des six premiers matchs, avec notamment un doublé face à Lyon, dont une frappe dans la lucarne dans les derniers instants du match.
Il continue son début de saison en étant décisif et en offrant la victoire face à Toulouse dans un match accroché (1-0), ouvrant le score d'une superbe frappe du pied gauche qui heurte la barre transversale d'Alban Lafont avant d'entrer dans les buts. Dans la déroute 6 à 2 face au Paris Saint-Germain, il est auteur d'un but sur penalty. Très bon tireur de loin, il marque contre Saint-Étienne puis contre Dijon, lors des 15e et 16e journées, pour marquer les plus beaux buts du mois de Novembre puis de Décembre. Son missile contre Dijon de plus de 30 mètres dans la lucarne de Reynet est élu plus beau but de la saison de Ligue 1 lors de la cérémonie des Trophées UNFP.
Bordeaux, malgré ce début de saison 2017-2018 convaincant, sombre dans la crise et plonge vers le bas de tableau en deuxième partie de saison. Après le licenciement de Gourvennec, Bordeaux recrute Gustavo Poyet et remonte la pente. Les Girondins portés par un très bon duo offensif composé de Diego Rolan et Malcom, réalisent une remontée spectaculaire pour accrocher la 6e place dans un duel acharné avec l'OM. Malcom marque lors des trois dernières journées pour porter son total à 12 buts et 7 passes décisives. 
Entre un but à la dernière seconde pour égaliser face à l'OL et une frappe de loin extraordinaire sur la pelouse du stade Gaston-Gérard du Dijon FCO, sans oublier son coup franc face à Saint-Étienne, le Brésilien a régalé le Matmut Atlantique. Une 6e place synonyme de qualification au 3e tour préliminaire de l'UEFA Europa League, grâce notamment à deux victoires face à Toulouse et Metz sur les scores de 4-2 et 4-0 et surtout une victoire importantissime 3 buts à 1 face à Saint-Étienne au stade Geoffroy-Guichard. Après deux saisons de bons et loyaux services, au cours desquelles le Brésilien aura su performer et s'épanouir, il répond aux appels du pied du FC Barcelone et s'en va chez les Blaugranas pour plus de 40 millions d'euros durant l'été 2018.

#### FC Barcelone (2018-2019)
En juillet 2018, après un transfert avorté à l'AS Roma, Malcom signe avec le FC Barcelone un contrat de cinq ans. Le montant du transfert s'élève à 41 millions d'euros tandis que la clause de départ est fixée à 180 millions d'euros. 
Malcom joue son premier match pour Barcelone le 25 août 2018, contre le Real Valladolid, en championnat. Il entre en jeu à la place de Philippe Coutinho et son équipe s'impose par un but à zéro. Il inscrit son premier but avec le club catalan lors de la quatrième journée de la Ligue des champions, à l'occasion du match nul 1-1 sur la pelouse de l'Inter Milan.
Il n'arrive néanmoins pas a s'intégrer dans le collectif barcelonais malgré quelques entrées remarquées. Les Blaugranas, qui remportent le championnat espagnol haut la main, perdent la finale de Coupe du Roi au face à Valence et se fait sortir en demi-finales de ligue des champions. Malgré un succès 3-0 face à Liverpool avec un coup franc de Messi, les Blaugranas se font sortir 4 buts à 0 face à une équipe de Liverpool portée par Origi et Alexander-Arnold. C'est une saison décevante pour le Brésilien qui n'a pas réussi à convertir sa fougue après ses deux excellentes saisons réalisées sous les couleurs des Girondins de Bordeaux et n'aura pas réussi à se frayer un chemin dans l'effectif barcelonais. Le Barca s'en débarrasse logiquement au profit du club russe du Zénith Saint-Pétersbourg qui vient de remporter le championnat de Russie en 2019.

#### Zénith Saint-Pétersbourg (2019-2023)

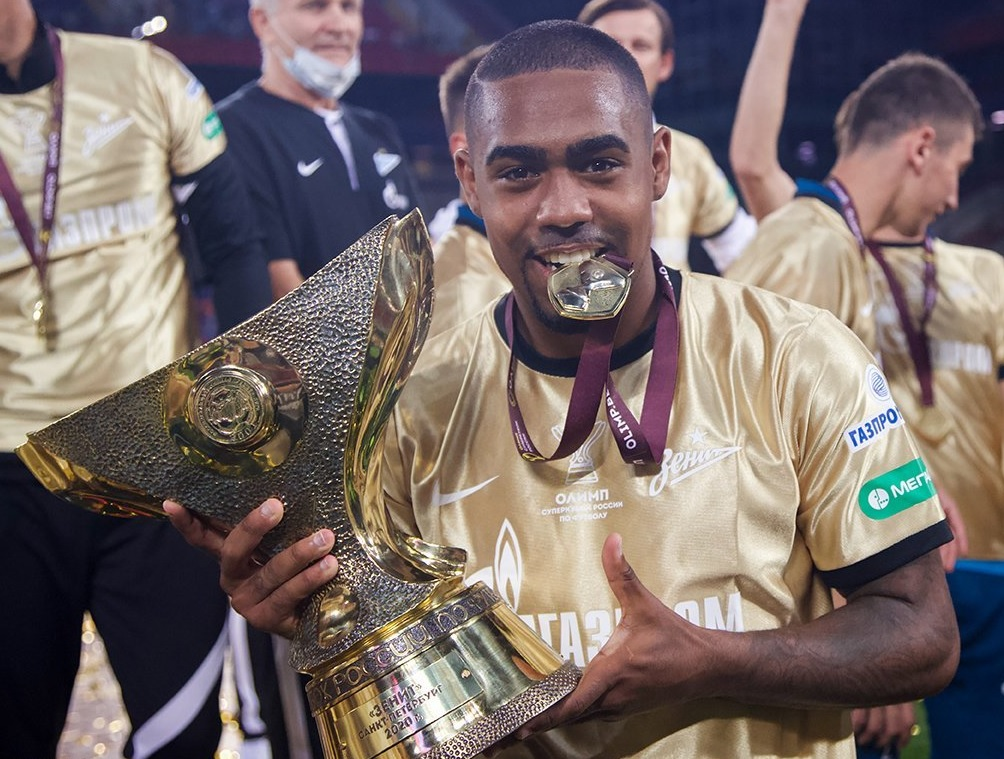
Malcom avec le trophée de la Supercoupe de Russie en 2020.

En août 2019, il s'engage au Zénith Saint-Pétersbourg pour une durée de cinq ans. Le transfert est estimé à 40 millions d'euros (+ 5 millions de bonus). Il joue son premier match sous ses nouvelles couleurs le 3 août 2019 contre le FK Krasnodar. Il entre en jeu à la place d'Alekseï Soutormine et les deux équipes font match nul (1-1).
Le 20 juin 2020, il se fait remarquer lors d'une rencontre de championnat face au CSKA Moscou en réalisant son premier doublé avec le Zénith. Il participe ainsi grandement à la victoire de son équipe par quatre buts à zéro.
Le 25 juillet 2020, il est titulaire lors de la finale de la coupe de Russie 2019-2020 face au FK Khimki. Il provoque un penalty en faveur de son équipe, que transforme Artyom Dziouba. Il s'agit du seul but de la partie, permettant au Zénith de remporter le match et le trophée.
Il prend de l'ampleur au sein du club du Zénith, grâce à son efficacité et à sa régularité lors de la saison 2022-2023. Durant l'été 2022, de nombreuses équipes européennes (Arsenal, West Ham United, et Newcastle United) s'intéressent à lui en raison de ses brillantes performances grâce à saison 2021-2022 ponctuée par 8 buts et 7 passes décisives en 34 matches toutes compétitions confondues. Alors qu'il avait la possibilité, grâce aux dispositions spéciales de l'UEFA, de changer de club temporairement pour une durée déterminée à cause de l'invasion russe en Ukraine, Malcom décide de prolonger son contrat jusqu'en 2027.
En février 2023, le président du Zénith, Alexandre Medvedev, annonce que Malcom, ainsi que son compatriote Claudinho, sont éligibles à obtenir la nationalité russe d'ici mars 2023. Il reçoit le passeport russe le 24 février 2023 sur décret du Président Russe Vladimir Poutine .

#### Al-Hilal FC (2023-)
Le 26 juillet 2023, après 4 saisons passées au Zénith Saint-Pétersbourg, Malcom quitte le club pour Al-Hilal FC pour la somme de 60 millions d'euros. Le montant de transferts le plus élevé de sa carrière. Le club Zénith Saint-Pétersbourg profite de l'offre de Al-Hilal FC pour dégager un profit sur le joueur qu'ils avaient acheté auparavant pour 44,50 millions d'euros au FC Barcelone.
Il se fait remarquer dès son premier match pour Al-Hilal en marquant trois buts, le 14 août 2023, contre le Abha Club, lors de la première journée de la saison 2023-2024 de Saudi Pro League. Il permet ainsi à son équipe de s'imposer par trois buts à un. Malcom réalise un nouveau triplé le 25 novembre 2023 en championnat, contre le Al-Hazem SC. Il contribue à la victoire des siens par neuf buts à zéro.

## Style de jeu
Malcom est un joueur évoluant au poste d'ailier droit mais peut aussi évoluer à gauche et en position de meneur de jeu.
C'est un joueur rapide, percutant, bon dribbleur et très habile de son pied gauche.
Il est également doté d'une énorme frappe de balle, ce qui lui permet de marquer de nombreux buts spectaculaires.

## Statistiques

### Statistiques détaillées
| Saison                | Club                     | Championnat           | Championnat | Championnat | Championnat | Coupe nationale | Coupe nationale | Coupe nationale | Coupe de la Ligue | Coupe de la Ligue | Coupe de la Ligue | Supercoupe | Supercoupe | Supercoupe | Compétition(s) continentale(s) | Compétition(s) continentale(s) | Compétition(s) continentale(s) | Compétition(s) continentale(s) | Championnat de São Paulo | Championnat de São Paulo | Championnat de São Paulo | Coupe du monde des clubs | Coupe du monde des clubs | Coupe du monde des clubs | Brésil | Brésil | Brésil | Total | Total | Total |
| Saison                | Club                     | Division              | M.          | B.          | P.d.        | M.              | B.              | P.d.            | M.                | B.                | P.d.              | M.         | B.         | P.d.       | Comp.                          | M.                             | B.                             | P.d.                           | M.                       | B.                       | P.d.                     | M.                       | B.                       | P.d.                     | M.     | B.     | P.d.   | M.    | B.    | P.d.  |
| 2014                  | SC Corinthians           | Série A               | 20          | 2           | 0           | 3               | 0               | 0               | -                 | -                 | -                 | -          | -          | -          | -                              | -                              | -                              | -                              | 2                        | 0                        | 0                        | -                        | -                        | -                        | -      | -      | -      | 25    | 2     | 0     |
| 2015                  | SC Corinthians           | Série A               | 31          | 5           | 4           | 2               | 0               | 0               | -                 | -                 | -                 | -          | -          | -          | CL                             | 3                              | 0                              | 0                              | 10                       | 3                        | 0                        | -                        | -                        | -                        | -      | -      | -      | 46    | 8     | 4     |
| Sous-total            | Sous-total               | Sous-total            | 51          | 7           | 4           | 5               | 0               | 0               | -                 | -                 | -                 | -          | -          | -          | -                              | 3                              | 0                              | 0                              | 12                       | 3                        | 0                        | -                        | -                        | -                        | -      | -      | -      | 71    | 10    | 4     |
| 2015-2016             | Girondins de Bordeaux    | Ligue 1               | 12          | 1           | 1           | 1               | 1               | 0               | -                 | -                 | -                 | -          | -          | -          | -                              | -                              | -                              | -                              | -                        | -                        | -                        | -                        | -                        | -                        | -      | -      | -      | 13    | 2     | 1     |
| 2016-2017             | Girondins de Bordeaux    | Ligue 1               | 37          | 7           | 5           | 4               | 2               | 0               | 4                 | 0                 | 2                 | -          | -          | -          | -                              | -                              | -                              | -                              | -                        | -                        | -                        | -                        | -                        | -                        | -      | -      | -      | 45    | 9     | 7     |
| 2017-2018             | Girondins de Bordeaux    | Ligue 1               | 35          | 12          | 7           | 1               | 0               | 0               | -                 | -                 | -                 | -          | -          | -          | C3                             | 2                              | 0                              | 1                              | -                        | -                        | -                        | -                        | -                        | -                        | -      | -      | -      | 38    | 12    | 8     |
| Sous-total            | Sous-total               | Sous-total            | 84          | 20          | 13          | 6               | 3               | 0               | 4                 | 0                 | 2                 | -          | -          | -          | -                              | 2                              | 0                              | 1                              | -                        | -                        | -                        | -                        | -                        | -                        | -      | -      | -      | 96    | 23    | 16    |
| 2018-2019             | FC Barcelone             | Liga                  | 15          | 1           | 2           | 6               | 2               | 0               | -                 | -                 | -                 | -          | -          | -          | C1                             | 3                              | 1                              | 0                              | -                        | -                        | -                        | -                        | -                        | -                        | -      | -      | -      | 24    | 4     | 2     |
| Sous-total            | Sous-total               | Sous-total            | 15          | 1           | 2           | 6               | 2               | 0               | -                 | -                 | -                 | -          | -          | -          | -                              | 3                              | 1                              | 0                              | -                        | -                        | -                        | -                        | -                        | -                        | -      | -      | -      | 24    | 4     | 2     |
| 2019-2020             | Zénith Saint-Pétersbourg | Premier-Liga          | 12          | 4           | 1           | 3               | 0               | 0               | -                 | -                 | -                 | -          | -          | -          | -                              | -                              | -                              | -                              | -                        | -                        | -                        | -                        | -                        | -                        | -      | -      | -      | 15    | 4     | 1     |
| 2020-2021             | Zénith Saint-Pétersbourg | Premier-Liga          | 21          | 3           | 3           | -               | -               | -               | -                 | -                 | -                 | 1          | 0          | 0          | C1                             | 3                              | 0                              | 0                              | -                        | -                        | -                        | -                        | -                        | -                        | -      | -      | -      | 25    | 3     | 3     |
| 2021-2022             | Zénith Saint-Pétersbourg | Premier-Liga          | 24          | 8           | 7           | 2               | 0               | 0               | -                 | -                 | -                 | 1          | 0          | 0          | C1+C3                          | 6+2                            | 0+1                            | 1+0                            | -                        | -                        | -                        | -                        | -                        | -                        | -      | -      | -      | 35    | 9     | 8     |
| 2022-2023             | Zénith Saint-Pétersbourg | Premier-Liga          | 27          | 23          | 9           | 5               | 2               | 0               | -                 | -                 | -                 | 1          | 1          | 0          | -                              | -                              | -                              | -                              | -                        | -                        | -                        | -                        | -                        | -                        | 2      | 0      | 0      | 35    | 26    | 9     |
| Sous-total            | Sous-total               | Sous-total            | 84          | 36          | 20          | 10              | 2               | 0               | -                 | -                 | -                 | 3          | 1          | 0          | -                              | 11                             | 1                              | 1                              | -                        | -                        | -                        | -                        | -                        | -                        | 2      | 0      | 0      | 110   | 40    | 21    |
| 2023-2024             | Al-Hilal FC              | Saudi Pro League      | 31          | 15          | 6           | 4               | 1               | 3               | -                 | -                 | -                 | 2          | 3          | 0          | C1+CACC                        | 11+3                           | 4+2                            | 2+1                            | -                        | -                        | -                        | -                        | -                        | -                        | -      | -      | -      | 51    | 25    | 12    |
| 2024-2025             | Al-Hilal FC              | Saudi Pro League      | 30          | 9           | 10          | 2               | 0               | 0               | -                 | -                 | -                 | 1          | 1          | 1          | C1                             | 11                             | 3                              | 6                              | -                        | -                        | -                        | 5                        | 1                        | 0                        | -      | -      | -      | 49    | 14    | 17    |
| Sous-total            | Sous-total               | Sous-total            | 60          | 24          | 16          | 6               | 1               | 3               | -                 | -                 | -                 | 3          | 4          | 1          | -                              | 25                             | 9                              | 9                              | -                        | -                        | -                        | 5                        | 1                        | 0                        | -      | -      | -      | 99    | 39    | 29    |
| Total sur la carrière | Total sur la carrière    | Total sur la carrière | 289         | 86          | 54          | 33              | 8               | 3               | 4                 | 0                 | 2                 | 7          | 6          | 1          | -                              | 44                             | 11                             | 11                             | 12                       | 3                        | 0                        | 5                        | 1                        | 0                        | 2      | 0      | 0      | 396   | 115   | 71    |

### Parcours en sélection
Le 4 mars 2016, il est convoqué en Équipe du Brésil olympique de football pour participer à deux rencontres amicales face au Nigeria et à l'Afrique du Sud en vue des JO 2016.

## Palmarès

### En club
SC Corinthians
- Champion du Brésil en 2015.

 FC Barcelone
- Champion d'Espagne en 2019.

 Zénith Saint-Pétersbourg
- Champion de Russie en 2020, 2021, 2022 et 2023.
- Vainqueur de la Coupe de Russie en 2020.
- Vainqueur de la Supercoupe de Russie en 2020, 2021 et 2022.

🇸🇦 Al-Hilal FC
- Vainqueur de la Supercoupe d'Arabie saoudite en 2023 et 2024
- Vainqueur de la Coupe du Roi d'Arabie saoudite en 2024.
- Champion d'Arabie saoudite en 2024.

### En sélection
Brésil -20 ans
- Finaliste de la Coupe du monde des moins de 20 ans 2015

 Brésil olympique
- Médaillé d'or aux Jeux olympiques en 2021

## Distinctions personnelles
- Trophée UNFP du plus beau but de Ligue 1 2017-2018
- Nommé pour le trophée UNFP du meilleur espoir de Ligue 1 en 2018
- Meilleur buteur du Championnat de Russie 2022-2023 (23 buts)